# Nomad (film, 1982)
Pour les articles homonymes, voir Nomad.
Pour plus de détails, voir Fiche technique et Distribution.
Nomad (烈火青春, Lièhuǒ qīngchūn) est un film hongkongais réalisé par  Patrick Tam, sorti en 1982.

## Synopsis
Louis (Leslie Cheung) est un adorable jeune homme issu d'une famille riche, auquel sa mère trépassée manque fortement. Il a une bonne relation amicale avec sa cousine Kathy (Pat Ha). Louis et Kathy rencontrent ensuite Tomato (Cecilia Yip), qui devient la petite amie de Louis, et Pong (Kent Tong), qui devient le petit ami de Kathy. Les quatre amis vivent une vie ordinaire ensemble, traînent sans but précis, et partagent leurs rêves et difficultés au cours de fréquents voyages dans les îles au large de Hong Kong. Mais le passé de Kathy revient la hanter. Elle vivait autrefois au Japon, et avait une liaison avec Shinsuke Takeda (Yung Sai-Kit), un Japonais membre de l'Armée rouge japonaise. Shinsuke Takeda en a assez de sa vie de membre de l'Armée rouge et veut quitter l'organisation. L'organisation jure alors de se venger, et Shinsuke Takeda court voir Kathy pour lui demander de l'aide. Cependant, il est finalement retrouvé par les tueurs lancés à ses trousses par l'Armée rouge et Kathy et Shinsuke sont tués, tandis que Louis et Tomato, qui est enceinte de Louis, survivent à la crise.

## Fiche technique
- Titre : Nomad
- Titre original : 烈火青春, Lièhuǒ qīngchūn
- Réalisation :  Patrick Tam
- Scénario : Joyce Chan
- Pays d'origine : Hong Kong
- Format : Couleurs - 1,85:1 - Mono - 35 mm
- Genre : Drame, romance
- Durée : 96 minutes
- Dates de sortie :
  - Hong Kong : 26 novembre 1982
  - France : 19 juin 2024

## Distribution
- Cecilia Yip : Tomato
- Leslie Cheung : Louis
- Pat Ha (en) : Kathy
- Kent Tong : Pong
- Yung Sai-kit : Shinsuke Takeda
- Yip Ha-lei : le père de Pong
- Zheng Mengxia : la mère de Pong
- Chan Lap-ban